# 柳叶刺蓼
柳叶刺蓼（学名：Polygonum bungeanum）为蓼科蓼属下的一个种。

## 扩展阅读
維基物種上的相關：柳叶刺蓼